# (1338) Дюпонта
(1338) Дюпонта (фр. Duponta) — астероид главного пояса астероидов, принадлежащий к спектральному классу S. Астероид был открыт 4 сентября 1934 года французским астрономом Луи Буайе в Алжирской обсерватории, и назван в честь племянника первооткрывателя Марка Дюпона.

## Орбита
Орбита астероида лежит во внутренней части главного пояса астероидов. Большая полуось орбиты 2,24 а.е. Орбита имеет достаточно большую вытянутость и наклон. Эксцентриситет равен 0,11, наклон — 5°.
Параметры орбиты близки к параметрам орбит астероидов крупного семейства Флоры, к которому его причисляют.

## Физические характеристики
Вероятно, астероид имеет типичный для своего семейства спектральный класс S.
На основе кривых блеска был получен период вращения астероида равный 3,854 часа с изменением яркости 0,23 звёздной величины, что говорит о вытянутости астероида.
На основе данных орбитального телескопа WISE о блеске и альбедо вычислен диаметр астероида, который составляет от 7,470 до 7,875 км. Альбедо варьируется в диапазоне 0,2286 и 0,251.

## Спутник
В 2007 году было установлено, что Дюпонта является синхронным двойным астероидом. Период обращения спутника составляет 17,57 часов. По оценкам, большая полуось составляет 14 километров. При взаимных покрытиях и затмениях регистрировалось изменение яркости от 0,06 до 0,12 звездной величины. По этим данным, что отношение среднего диаметра двойной системы составляет 0,23 ± 0,02, что соответствует диаметру спутника 1,77 км. Спутник получил предварительное обозначение S/2007 (1338) 1.